# Koibla Djimasta
Koibla Djimasta född 31 december 1949, död 30 januari 2007, var regeringschef i Tchad 8 april 1995-17 maj 1997. Från detta år till sin död var han Tchads ombudsman.